# Hayder de Crimea
Hayder Giray (en tártaro de Crimea: Hayder, حيدر; fallecido alrededor de 1487) fue el kan de Crimea en 1456, e hijo de Hacı I Giray.
En 1456, se rebeló contra su padre y ocupó el trono durante un corto tiempo hasta el fracaso de la rebelión.
Durante el reinado de su hermano, Meñli I Giray, Hayder fue capturado y encarcelado en la fortaleza genovesa de Soldaia. Después de la conquista otomana de Crimea, Hayder huyó a Kiev en el Reino de Polonia. Alrededor de 1479, se trasladó a Moscovia bajo la protección del gran duque Iván III, que más tarde lo desterró al exilio al norte de Moscovia (las razones siguen siendo desconocidas).
Murió aproximadamente en 1487 en Beloozero, Óblast de Vologda.